# Coenonympha nipisiquit
Coenonympha nipisiquit ist ein seltener und nur sehr lokal in Salzmarschen an der Ostküste Kanadas vorkommender Tagfalter aus der Familie der Edelfalter (Nymphalidae). Die Art wurde lange als Unterart des Großen Wiesenvögelchens Coenonympha tullia betrachtet und wird heute als eigene Art gesehen.

## Merkmale

### Imago
Die Falter haben eine Flügelspannweite von 32 bis 36 mm. Sie sind oberseitig ockerfarben bis ockerbraun und die äußere Hälfte der Vorderflügel und fast der gesamten Hinterflügel ist oft grau übergossen. Auf dem Vorderflügel verläuft oft ein helles Band. Die Vorderflügelunterseite ist dunkler als die Oberseite. Über 90 % der Weibchen und etwa 30 % der Männchen haben auf der Vorderflügelunterseite einen weißen Augenfleck mit schwarzem Kern an der Flügelspitze, der manchmal auf der Oberseite durchscheint. Die Hinterflügelunterseite ist dunkelbraun von der Wurzel bis zu einem unterbrochenen unregelmäßigen, cremefarbenen Band in der Marginalregion. Danach ist sie hellbraun-beige. Der Saum ist vorne dunkel rauchbraun und wird nach hinten heller.

### Ei
Die konischen Eier haben 40–48 vertikale Rippen, an der Basis einen Durchmesser von einem Millimeter und sind 1,1 Millimeter hoch. Frisch gelegt sind sie blass grün und verfärben sich in den folgenden Tagen lohfarben mit braunen Flecken.

### Raupe
Die anfangs lohfarbene Raupe wird nach der ersten Nahrungsaufnahme gelbgrün oder grün. Am Rücken verläuft eine dunkelgrüne Line zwischen hellgelben und breiten gelblich grünen Seitenstreifen, die nach unten dunkler werden. Darunter verläuft ein gelber Seitenstreifen. Der dunkelgrüne Kopf ist größer als das erste Segment und deutlich von diesem abgesetzt. Der Hinterleib verjüngt sich und endet in zwei konischen, rotbraunen Spitzen. Kleine, weiße Tuberkeln mit Seta (Borste) auf Kopf und Körper geben der Raupen ein körniges Aussehen.

### Puppe
Die blaugrüne Stürzpuppe mit einer Reihe von schwarzen Streifen ist 11–13 Millimeter lang.

## Ähnliche Arten
Das Große Wiesenvögelchen (Coenonympha tullia spp. inornata) hat dieselbe Zeichnung, ist aber heller und hat oft helle Flecke am Rand der Hinterflügeloberseite. Die Unterseite ist ebenfalls heller. Die Flugzeit, das Habitat und die Raupennahrung unterscheiden sich so stark, dass beide Arten gut unterschieden werden können.

## Verbreitung

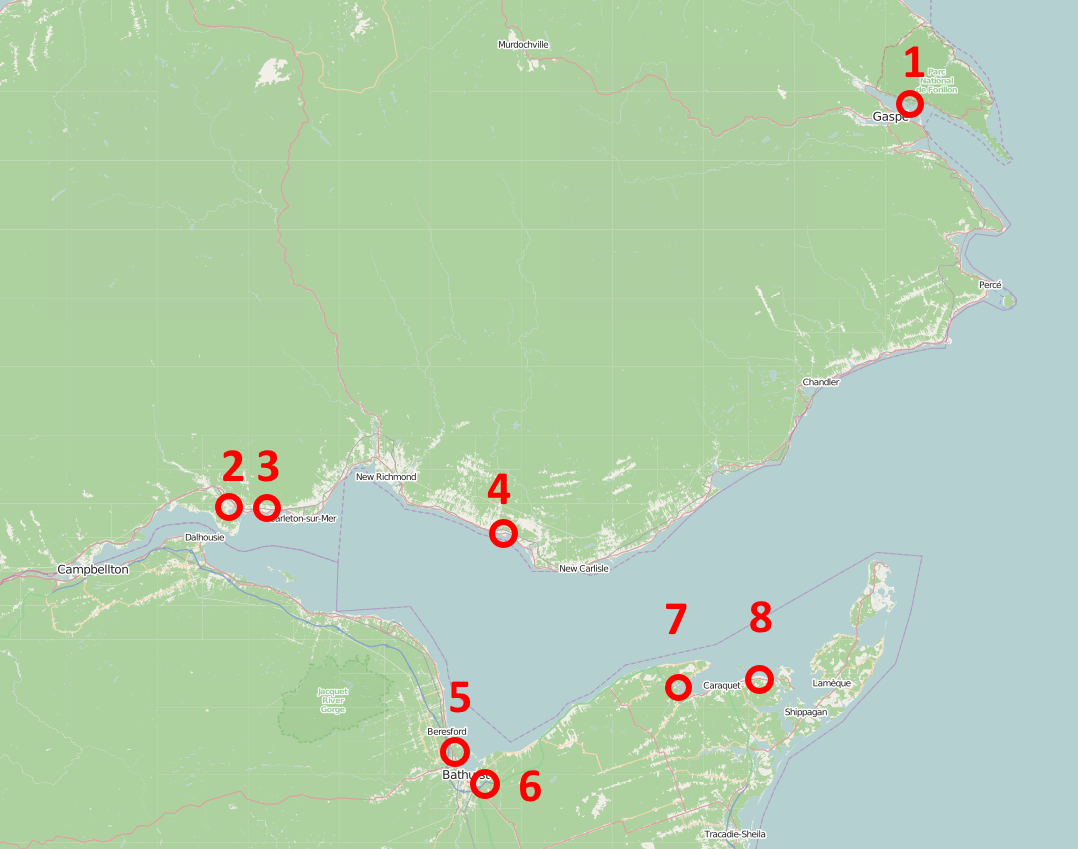
Vorkommen von Coenonympha nipisiquit um die Chaleur-Bucht
1 Penouille (Forillon Nationalpark)
2 Nouvelle
3 Saint-Omer
4 Saint-Siméon-de-Bonaventure
5 Peters River
6 Bass River, Carron Point & Daly Point
7 Rivière du Nord
8 Bas-Caraquet

Coenonympha nipisiquit kommt um die Chaleur-Bucht im nördlichen New Brunswick und an der Küste der Gaspésie-Halbinsel in Québec vor. Es sind zehn Populationen mit zusammen 56.000 bis 66.000 Faltern bekannt, wovon zwei durch den Menschen eingeführt wurden. Die besiedelte Fläche beträgt 76 km², davon stellen aber nur 455 ha ein geeignetes Habitat dar. In New Brunswick leben bis zu 37.000 Falter in vier natürlichen Populationen in der Umgebung von Bathurst und 50–80 km weiter östlich einige tausend Tiere in zwei angesiedelten Populationen in Bas-Caraquet und Rivière du Nord. Auf der gegenüber liegenden Seite der Chaleur-Bucht in Québec leben in drei Populationen um die 27.000 Falter, wovon die zwei kleinen zusammen weniger als 50 adulte Tiere hervorbringen. Etwa 160 km weiter nordöstlich, an der Atlantikküste bei Penouille im Forillon-Nationalpark, befindet sich eine geografisch isolierte Population, die wahrscheinlich weniger als 100 Individuen zählt und deren langfristiges Überleben ebenso zweifelhaft ist, wie das der anderen kleinen Populationen.
| Population (Ort)                 | Provinz       | Anzahl adulter Tiere |
| -------------------------------- | ------------- | -------------------- |
| Peters River (Bathurst)          | New Brunswick | 27.000               |
| Daly Point Reserve (Bathurst)    | New Brunswick | 9500                 |
| Carron Point (Bathurst)          | New Brunswick | Hunderte             |
| Bass River (Bathurst)            | New Brunswick | Hunderte             |
| Rivière du Nord*                 | New Brunswick | 2000–3000            |
| Bas-Caraquet*                    | New Brunswick | 500–1000             |
| Rivière Nouvelle bei Nouvelle    | Québec        | 26.000               |
| Saint-Omer                       | Québec        | 20–30                |
| Saint-Siméon-de-Bonaventure      | Québec        | < 10                 |
| Penouille, Forillon-Nationalpark | Québec        | < 100                |

*Eingeführte Population
In Saint-Siméon-de-Bonaventure gibt es seit 2002 keinen Nachweis mehr.

## Lebensraum und Lebensweise
Der Lebensraum beschränkt sich auf Salzmarsche, die auch zeitweise überflutet werden. Diese sind stellenweise zu fast 100 % mit dem Schlickgras Spartina patens bewachsen. Weitere Pflanzen in den Marschen sind der Strandflieder Limonium carolinianum, die Goldrute Solidago sempervirens, Strand-Wegerich (Plantago maritima) und Spartina alterniflora. Diese Bereiche werden bei hoher Flut bis 0,5 - 1 m tief überflutet.
Die Weibchen werden am Tag des Schlüpfens in der Nähe ihres Verpuppungsortes von Männchen, die einige Tage vor den Weibchen schlüpfen, begattet. Sie werden nur einmal begattet, während sich die Männchen mehrfach paaren können. Die unbegatteten Weibchen sitzen oft mit dem Kopf nach oben am Ende von Spartina patens. Umher streifende Männchen fliegen jedes orange Objekt an, das ihnen begegnet. Das paarungsbereite Weibchen lässt seine geöffneten Flügel vibrieren, sobald das Männchen nur wenige Zentimeter entfernt ist. Dieses landet hinter dem Weibchen und schlägt ebenfalls mit den Flügeln. Die Balz ist nach 20 Sekunden beendet, die anschließende Paarung dauert dann eine bis eineinhalb Stunden. Begattete Weibchen reagieren mit vibrierenden, aber geschlossenen Flügeln, auf anfliegende Männchen.
Da nur ein Teil der Eier zur Zeit der Paarung ausgereift ist, legt das Weibchen anfangs nur etwa 24 seiner über 130 Eier. Dazu fliegt es 10 - 20 Metern über das Gras und sinkt abrupt zu Boden. Am Boden läuft es über die Streu, um an der Spitze eines dünnen, abgestorbenen Halms von Spartina patens ein einzelnes Ei abzulegen. Der abgestorbene Halm befindet sich dabei in der Nähe einer vitalen Pflanze. Ohne zu fliegen werden so bis zu vier weitere Eier in wenigen Zentimetern Entfernung abgelegt. Die Ablagehabitate variieren dabei sehr, von fast 100 % Spartina patens Pflanzenstängeln zu feuchteren Gebieten mit nur noch 10 %. In den folgenden Tagen reifen weitere Eier und nach sieben Tagen sind zwischen 115 und 130 Eier abgelegt. Die durchschnittliche Lebenserwartung beträgt sechs, die maximale ist mindestens 14 Tage.
Nach 10 - 15 Tagen schlüpfen die etwa 2,5 mm langen Raupen und fressen zuerst die Eihülle und etwas vom toten Gras, an dem das Ei abgelegt war. Danach werden junge Triebe bevorzugt. Nach 15 - 17 Tagen häuten sie sich zum zweiten Larvenstadium, in dem sie später in der Bodenstreu überwintern. Im Gegensatz dazu überwintern die Raupen von C. tullia inornata im dritten oder vierten Larvenstadium. Sie haben dann eine Länge von etwas über 5 mm erreicht. Ende April bis Anfang Mai des folgenden Jahres beenden sie ihre Diapause und beginnen an den jungen Trieben von Spartina patens zu fressen. Dabei halten sie sich anfangs in Bodennähe auf. Später steigen sie mit den wachsenden Trieben nach oben. Im fünften Stadium Ende Juli, wenn die Raupen eine Länge von über 23 mm erreicht haben, verpuppen sie sich in Bodennähe. Nach neun bis elf Tagen schlüpft der Falter.
Die Raupen sind ihrem Lebensraum angepasst und überleben kurzzeitiges Eintauchen in Tidenwasser wesentlich besser als Raupen von C. tullia inornata, die auch bei Zwangsfütterung mit Spartina patens nach spätestens einer Woche eingehen.

### Flugzeit
Die Falter fliegen in einer Generation von Mitte Juli bis Mitte August. 

### Nahrung
Das Schlickgras Spartina patens ist die wichtigste Nahrungspflanze der Raupen. Nur in der Zucht fraßen die Raupen auch Gewöhnlichen Rot-Schwingel (Festuca rubra). 
Die Falter saugen in New Brunswick und wahrscheinlich auch in Québec hauptsächlich an Limonium carolinianum. In der Hauptflugzeit von Coenonympha nipisiquit ist die Art für über 90 % der Blütenbesuche an Limonium carolinianum verantwortlich. Weitere Nektarlieferanten für die Falter sind mit abnehmender Bedeutung Solidago sempervirens, Strand-Wegerich (Plantago maritima) und das Gänsefingerkraut Potentilla anserina spp. egedii. Die Goldrute Solidago sempervirens blüht meist erst am Ende der Flugzeit, außer wenn es schon verhältnismäßig kühl ist. Die Weibchen nehmen mehr Nektar als die Männchen auf und intensivieren ihre Blütenbesuche mit zunehmendem Alter, was wahrscheinlich auf den höheren Energiebedarf für die Eiproduktion zurückzuführen ist.

## Gefährdung und Schutz
Von den zehn Populationen sind nur drei groß genug, um wahrscheinlich langfristig zu überleben. Die städtische Entwicklung in Bathurst und Beresford (New Brunswick) ist eine ernsthafte Bedrohung für mindestens eine Population. Steigende Meeresspiegel und Schaden durch Erosion und Stürme in den Salzmarschen setzen allen Populationen zu. Das Pflücken von Strandflieder (Limonium carolinianum), der Hauptnahrungsquelle der Falter, stellt ebenfalls eine Bedrohung dar. Das Gebiet mit der größten Population am Peters River gehört über 300 verschiedenen privaten Eigentümern. Die Stadtverwaltung von Beresford versucht die Eigentümer über Landnutzung zu Gunsten der Falter aufzuklären. Die zweitgrößte bei Daly Point (Bathurst, New Brunswick) gehört der Stadt Bathurst und ist ein Schutzgebiet.
Die Société de conservation des milieux humides du Québec hat 68 ha Land bei Nouvelle zum Schutz der größten Population von Coenonympha nipisiquit in Québec gekauft.
In der mit weniger als zehn beobachten Faltern sehr kleinen Population in Saint-Siméon-de-Bonaventure in Québec wurden seit 2002 keine Falter mehr beobachtet. Die drei dort danach gesichteten Falter kamen wahrscheinlich aus St. Omer oder Nouvelle.
Das kleine Vorkommen im Forillon-Nationalpark ist durch den Park geschützt, allerdings ist die Population sehr klein und ihr langfristiges Überleben ungewiss.

## Taxonomie und Systematik
Coenonympha nipisiquit wurde 1939 J. McDunnough als Unterart des Großen Wiesenvögelchens beschrieben. Gefunden wurde es in Salzmarschen nahe dem Peters River, die heute zu Beresford nahe Bathurst in New Brunswick gehören. Die Einstufung als Art oder Unterart ist immer noch nicht völlig geklärt. Der Artkomplex C. tullia ist immer wieder taxonomischen Veränderungen unterworfen. So hatte 1955 C. tullia inornata bei Brown Artstatus und nipisiquit wurde als deren Unterart betrachtet. Später wurde inornata wieder als Unterart von tullia betrachtet und damit war auch nipisiquit wieder eine Unterart von tullia (Miller & Brown 1981, Hodges 1983, Scott 1986). Molekulare Untersuchungen zeigten 2007, dass es sich doch um eine eigene Art handelt, die heute teilweise sympatrisch mit C. tullia inornata vorkommt und sich mit dieser auch nicht paart. Die Flugzeiten der beiden Arten überlappen sich nur wenig, inornata fliegt von Mitte Juni bis Anfang Juli, nipisiquit fliegt von Mitte Juli bis Mitte August. Nur sehr selten fliegen Falter einer zweiten Generation von inornata Ende August. C. tullia inornata ist erst in den 1970er Jahren von Westen nach New Brunswick eingewandert und kann überall auf offenen Grasflächen gefunden werden, auch am Rand der Salzmarsche.